# USS Midway (CV-41)
La portaerei Uss Midway (CV-41) è stata la prima nave di questa classe; commissionata durante la seconda guerra mondiale fu consegnata a guerra terminata e ha prestato servizio dal 1945 al 1992. Al termine del servizio attivo, nel 2004, la Midway è diventata un museo galleggiante all'ancora al molo n. 2 nella baia di San Diego in California.
Concepita secondo le teorie in voga durante la seconda guerra mondiale, è stata modificata ed ampliata per ben due volte per rispondere alle nuove esigenze belliche e alle maggiori prestazioni degli aerei a reazione (anche se non è mai stata idonea per gli F-14).
Ha partecipato alla guerra di Corea, del Vietnam, ed alla prima guerra del Golfo, oltre anche a progetti della NASA come il lancio di una V2 tedesca ed il recupero di varie missioni Apollo.